# Ceri Large
Pas d'image ? Cliquez ici

a Compétitions nationales et continentales officielles uniquement.

b Matchs officiels uniquement.
Dernière mise à jour le 11 septembre 2014.
Ceri Ann Large, née le 11 novembre 1990, est une joueuse anglaise de rugby à XV, occupant le poste de demi d'ouverture.

## Biographie
Elle est cadre technique pour la fédération anglaise, la RFU, dans le Wiltshire.
Elle a commencé le rugby avec le club de Drybrook Rugby Club à l'âge de 6 ans, elle y joue douze années. Elle rejoint Worcester (en) en 2010.
Elle fait ses débuts internationaux avec l'équipe d'Angleterre de rugby à XV féminin en 2011 contre l'équipe de France de rugby à XV féminin. 
Elle est retenue pour la Coupe du monde féminine de rugby à XV 2014, elle dispute deux rencontres de poule comme titulaire et une autre comme remplaçante. 
L'Angleterre termine première de poule avec deux victoires et un match nul 13-13 concédée aux Canadiennes; elle affronte l'Irlande en demi-finale. Elle s'impose puis gagne contre le Canada en finale.
Ceri Large a cédé sa place à la capitaine Katy McLean pour la demi-finale et la finale, elle participe toutefois aux deux rencontres. 

## Palmarès
(au 10.09.2014)
- 27 sélections en Équipe d'Angleterre féminine de rugby à XV
- Participations au Tournoi des Six Nations féminin

- Championne du monde 2014,